# John B. Steele

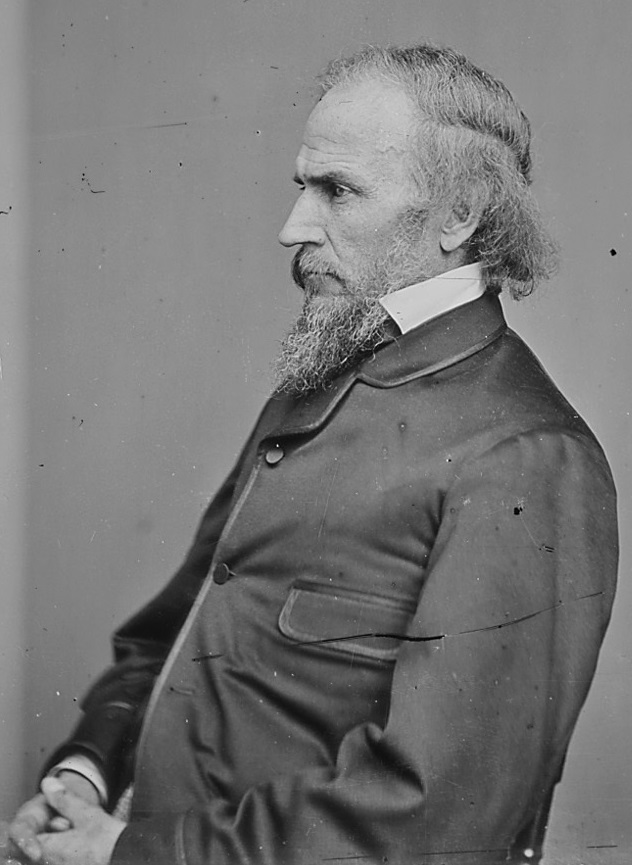
John B. Steele

John Benedict Steele (* 28. März 1814 in Delhi, New York; † 24. September 1866 in Rondout, New York) war ein US-amerikanischer Jurist und Politiker. Zwischen 1861 und 1865 vertrat er den Bundesstaat New York im US-Repräsentantenhaus.

## Werdegang
John Benedict Steele wurde während des Britisch-Amerikanischen Krieges in Delhi geboren. Er besuchte dort die Delaware Academy und graduierte am Williams College im Williamstown (Massachusetts), wo er Jura studierte. Seine Zulassung als Anwalt erhielt er 1839 im Otsego County und begann dann in Cooperstown zu praktizieren. Zwischen 1841 und 1847 war er als Bezirksstaatsanwalt im Otsego County tätig. Er zog 1847 nach Kingston. 1850 wurde er zum Special Judge im Ulster County gewählt. Politisch gehörte er der Demokratischen Partei an.
Bei den Kongresswahlen des Jahres 1860 für den 37. Kongress wurde Steele im elften Wahlbezirk von New York in das US-Repräsentantenhaus in Washington, D.C. gewählt, wo er am 4. März 1861 die Nachfolge von William Scheuneman Kenyon antrat. Im Jahr 1862 kandidierte er im 13. Wahlbezirk von New York für den 38. Kongress. Nach einer erfolgreichen Wahl trat er am 4. März 1863 die Nachfolge von Abram B. Olin an. 1864 erlitt er bei seiner erneuten Kandidatur eine Niederlage und schied nach dem 3. März 1865 aus dem Kongress aus. Er kandidierte 1866 für eine Nominierung für den 40. Kongress, verstarb allerdings am Tag der Primary. Am 24. September 1866 kam er in Rondout bei Kingston ums Leben. Sein Leichnam wurde dann auf dem Wiltwyck Cemetery in Kingston beigesetzt.